# Stella (műhold)
Stella francia geodéziai műhold.

## Küldetés
Fő cél volt az óceánok árapály jelenségének vizsgálata.

## Jellemzői
Gyártotta a Société Nationale Industrielle Aérospatiale, üzemeltette a Francia Űrügynökség (CNES). Egy hordozórakétával 7 műholdat állítottak pályára.
Megnevezései: Stella; COSPAR: 1993-061B ; Kódszáma: 22824.
1993. szeptember 26-án a Guyana Űrközpontból egy Ariane-40 (H10) hordozórakéta juttatta magas Föld körüli pályára (HEO = High-Earth Orbit). Az orbitális egység pályája 101 perces, 98,6 fokos hajlásszögű, elliptikus pálya perigeuma 798 kilométer, az apogeuma 805 km volt.
Nem stabilizált, passzív űreszköz. Formája gömb, átmérője 24 centiméter, hordozó tömege 90, működési tömege 48 kilogramm. A test közepébe urán 238 és 1,5%-os molibdén volt elhelyezve. Felületét 20 szeletből építették, amelyekben 60 alumínium ötvözetből készül tükröző (kvarcüveg) volt kialakítva. A visszavert lézersugarak mérési pontossága 1 centiméter.

## Kutatási terület
- az óceánok árapály jelenségének vizsgálata,
- a geocentrikus koordináták mérése,
- a tektonikus szerkezetek mozgásának mérése,
- a Föld forgási pozíciójának mérése,
- prizma reflektorokkal ellátott (optikai, lézeres és radar mérések, számítások segítésére),

Azonos, előző műhold a Starlette volt.

## Külső hivatkozások
- Stella. lib.cas.cz. [2013. október 13-i dátummal az eredetiből archiválva]. (Hozzáférés: 2014. február 8.)
- Starlette. skyrocket.de. [2017. december 22-i dátummal az eredetiből archiválva]. (Hozzáférés: 2014. február 8.)
- Starlette. nasa.gov. (Hozzáférés: 2014. február 8.)